# ボイド郡 (ケンタッキー州)
ボイド郡（英: Boyd County）は、アメリカ合衆国ケンタッキー州の北東部に位置する郡である。2010年国勢調査での人口は49,542人であり、2000年の49,752人から0.4%減少した。郡庁所在地はカトレツバーグ市（人口1,856人）であり、同郡で人口最大の都市はアシュランド市（人口21,684人）である。
ボイド郡は、ウェストバージニア州とオハイオ州にも跨るハンティントン・アシュランド大都市圏に属しており、2000年時点の都市圏人口は 288,649人だった。1860年に設立された。オハイオ川とビッグサンディ川に近く、州の北東端、広さ160平方マイル (414 km2) の地にある。アパラチア山脈のうねりのある緑に覆われた丘陵地帯に囲まれている。

## 歴史
ボイド郡はケンタッキー州の郡として120郡中107番目の成立である。1860年に周辺のグリーナップ郡、カーター郡、ローレンス郡の一部を合わせて設立された。郡名は、パデューカ市の出身で、ケンタッキー州選出アメリカ合衆国下院議員、同議長を務め、ケンタッキー州副知事に選出されてから間もない1859年に死亡したリン・ボイドに因んで名付けられた。
ボイド郡となった地域に人類が住んでいた証拠として、人骨や埋葬品の入っていた多くの土盛りマウンドがあり、この地域にインディアンが住んでいたことを示している。1973年の考古学調査で、紀元前2000年に遡る蛇型のマウンドが明らかになった。カトレツバーグ市の南、ビッグサンディ川に並行した尾根に沿って長さ900フィート (270 m) も伸びている。
ボイド郡の初期開拓者の中には、バージニア州から来たチャールズ・スミス（片腕のチャーリー）がいた。1754年にジョージ・ワシントン大佐の下に仕えたフレンチ・インディアン戦争の古参兵だった。スミスは従軍の補償としてチャドウィックス・クリーク沿いの広さ400エーカー (1.6 km2) の土地を受け取り、1774年に丸太小屋を建てた。スミスは1776年に死亡し、1797年にはアレクサンダー・カトレツに土地が渡った。この人物に因んでカトレツバーグの町が名付けられた。
1799年10月、バージニア州スタントンからポージ一家の者が入ってきて、ポージの上陸場を造り、これが後にアシュランドと改名された。

### 産業
ポージ一家の者たちが1832年に蒸気駆動の鉄溶解炉を建設し、これがボイド郡最初期の工業となった。オハイオ川のケンタッキー州側にある29の石炭を燃料とした鉄溶解炉のうち、7つがボイド郡内にあった。
ケンタッキー鉄・石炭製造会社は1854年3月8日に法人化され、当時はグリーナップ郡内にあったアシュランドの町を形成した。この会社は、郡内の石炭、木材、鉄の用地数千エーカーを買収した。レキシントン・アンド・ビッグサンディ川鉄道会社がその路線をアシュランドで終点でなく、当初の計画通りカトレツバーグまで延伸することを期待して、ケンタッキー鉄・石炭製造会社はその債権に21万米ドルを投資した。アシュランドに早くから鉄道が敷かれていたことで、この町は郡の中で重要な存在になった。
アシュランドの溶解炉は1921年にアメリカ圧延会社に売却され、それがアームコ製鉄に発展した。1963年、アームコは世界でも最大級の溶鉱炉であるアマンダ溶解炉を建設した。今日ではAK製鋼と呼ばれ、北部ケンタッキーで重要な雇用主であり続けている。
アシュランド石油会社は州内に本社を置く中で最大の会社だった時期もあり、1924年にカトレツバーグの南、リーチステーションでポール・G・ブレーザーが創業した。そのバルボライン石油生産で知られ、1999年にはコビントン市に拠点を移し、マラソン石油と合併し、2005年には残していた石油の株をマラソンに売却し、その石油事業部を解体した。カトレツバーグにある当初の石油精製所は現在も操業を続けており、マラソン石油が所有している。

### アルコール飲料の販売
ボイド郡は2007年から、100席以上があるレストランで、売り上げの70%以上が料理による場合に、アルコール飲料の販売の許可を与えている。その例外がアシュランド市であり、アルコール飲料の販売は全て許可によって認められている。このことで公式には「ウェット」の都市がある制限付き「ドライ郡」となっている。2007年以前は、アシュランド市がやはり例外だったが、その他の地域では全て禁止されていた。

## 地理
アメリカ合衆国国勢調査局に拠れば、郡域全面積は161.82平方マイル (419.1 km2)であり、このうち陸地160.17平方マイル (414.8 km2)、水域は1.65平方マイル (4.3 km2)で水域率は1.02%である。

### 隣接する郡
- グリーナップ郡 - 北西
- ローレンス郡 (オハイオ州) - 北東、オハイオ川の対岸
- ウェイン郡 (ウェストバージニア州) - 東
- ローレンス郡 - 南
- カーター郡 - 西

## 人口動態
以下は2000年国勢調査による人口統計データである。
| 基礎データ - 人口: 49,752人 - 世帯数: 20,010 世帯 - 家族数: 14,107 家族 - 人口密度: 120人/km2（311人/mi2） - 住居数: 21,976軒 - 住居密度: 53軒/km2（137軒/mi2） 人種別人口構成 - 白人: 95.97% - アフリカン・アメリカン: 2.55% - ネイティブ・アメリカン: 0.16% - アジア人: 0.30% - その他の人種: 0.14% - 混血: 0.88% - ヒスパニック・ラテン系: 1.12% 年齢別人口構成 - 18歳未満: 21.8% - 18-24歳: 8.3% - 25-44歳: 28.7% - 45-64歳: 25.6% - 65歳以上: 15.6% - 年齢の中央値: 40歳 - 性比（女性100人あたり男性の人口） - 総人口: 96.0 - 18歳以上: 93.1 | 世帯と家族（対世帯数） - 18歳未満の子供がいる: 28.9% - 結婚・同居している夫婦: 55.7% - 未婚・離婚・死別女性が世帯主: 11.6% - 非家族世帯: 29.5% - 単身世帯: 26.5% - 65歳以上の老人1人暮らし: 12.2% - 平均構成人数 - 世帯: 2.38人 - 家族: 2.86人 収入と家計 - 収入の中央値 - 世帯: 32,749米ドル - 家族: 41,125米ドル - 性別 - 男性: 35,728米ドル - 女性: 22,591米ドル - 人口1人あたり収入: 18,212米ドル - 貧困線以下 - 対人口: 15.5% - 対家族数: 11.5% - 18歳未満: 22.4% - 65歳以上: 12.1% |

## 政府の機関

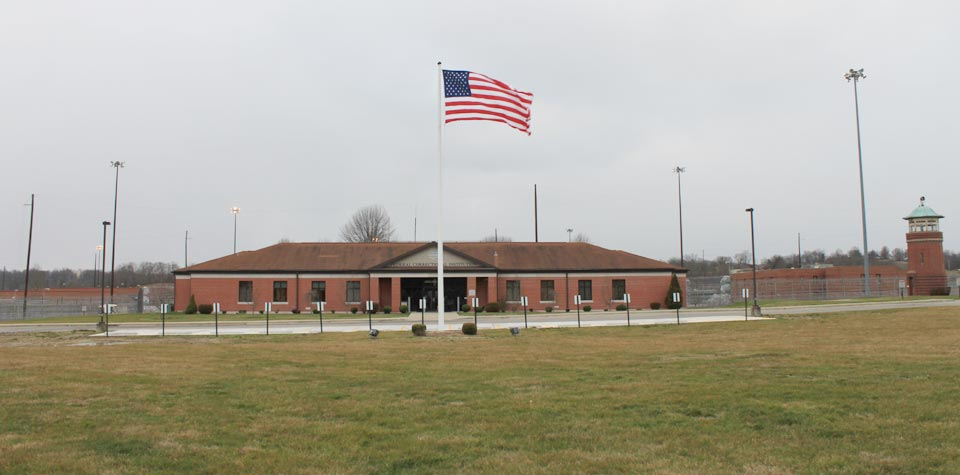
アシュランド市連邦政府矯正施設

アメリカ合衆国刑務所局がボイド郡の未編入領域サミットでアシュランド市連邦政府矯正施設を運営している。アシュランド市からは南西に5マイル (8 km) にある。

## 都市と町

### 都市
- アシュランド
- カトレツバーグ - 郡庁所在地

### 国勢調査指定地域
- ウェストウッド

### 未編入の町
| - バーノー - キャノンズバーグ - コールトン - ダービン - アイアンビル - カバノー | - ロックウッド - ミーズ - プリンセス - ロックデール - ラッシュ | - サミット - ユニティ - ノーマル - リーチステーション - ピーターマンヒル |

## 教育

### 高等教育機関
アシュランド市にあるアシュランド・コミュニティ工科カレッジはケンタッキー州コミュニティ工科カレッジ・システムに属する2年制入学解放型16カレッジの1つである。モアヘッド州立大学もアシュランド市に衛星キャンパスを持っている。

### 公共教育学区
- ボイド郡公共教育学区は、カトレツバーグ市と、アシュランド市およびウェストウッド周辺の町の公共教育を管轄している。
- アシュランド独立教育学区は、アシュランド市の公共教育を管轄している。
- フェアビュー独立教育学区は、ウェストウッドの国勢調査指定地域の公共教育を管轄している。

### 私立学校
- ホリー・ファミリーは、ホリー・ファミリー・カトリック教会の系列であり、幼稚園から8年生までを教えている[9]
- ローズヒルは、ローズヒル・バプテスト教会の系列であり、幼稚園から12年生までを教えている[10]
- カルバリー・クリスチャン学校は、グラスランド・コミュニティ教会の神学部であり、幼稚園から12年生までを教えている[11]

### その他の学校
- ラミー・エステップ高校[12]